# Lago Pellegrini
Lago Pellegrini är en sjö i Argentina.   Den ligger i provinsen Río Negro, i den sydvästra delen av landet, 900 km sydväst om huvudstaden Buenos Aires. Lago Pellegrini ligger 272 meter över havet. Arean är 112 kvadratkilometer. Den sträcker sig 15,6 kilometer i nord-sydlig riktning, och 12,2 kilometer i öst-västlig riktning.
Runt Lago Pellegrini är det glesbefolkat, med 20 invånare per kvadratkilometer.